# اشلی واکر
اشلی واکر (انگلیسی: Ashlie Walker؛ زادهٔ ۵ آوریل ۱۹۸۴) هنرپیشه اهل بریتانیا است. وی از سن ۱۰ سالگی در تلویزیون فعالیت داشته و دانش‌آموخته هنرهای نمایشی در آکادمی اوردانگ است.